# Moritz Benedikt
Moritz Benedikt (Eisenstadt, 4 luglio 1835 – Vienna, 14 aprile 1920) è stato un neurologo austro-ungarico.

## Biografia
Fu istruttore e professore di neurologia all'Università di Vienna, poi medico dell'esercito austriaco durante la seconda guerra d'indipendenza italiana (1859) e la guerra austro-prussiana.
Benedikt era uno specialista nel campo dell'elettroterapia e della neuropatologia. Il suo nome è prestato all'omonimo "sindrome di Benedikt", una malattia caratterizzata da paralisi oculomotoria ipsilaterale con tremore controlaterale e emiparesi causata da una lesione che coinvolge il nucleo rosso e il tratto corticospinale nel tegmento del mesencefalo.

## Pubblicazioni
- Moriz Benedikt: Die psychologischen Funktionen des Gehirnes in gesundem und kranker Zustand, Wiener Klinik: Vorträge; Jg. 1, H. 7, Wien, 1875
- Moriz Benedikt: Zur Lehre von der Localisation der Gehirnfunctionen, Wiener Klinik: Vorträge; Jg. 9, H. 5-6, Vienna, 1875
- Moriz Benedikt: Ueber Katalepsie und Mesmerismus, Wiener Klinik: Vorträge; Jg. 6, H. 3/4, Vienna, 1880
- Moriz Benedikt: Ueber Elektricität in der Medicin, Wiener Klinik: Vorträge; Jg. 10, H. 2, Vienna, 1884
- Moriz Benedikt: Grundformeln des neuropathologischen Denkens, Wiener Klinik: Vorträge; Jg. 11, H. 4, Vienna, 1885
- Moriz Benedikt: Hypnotismus und Suggestion, Breitenstein, Leipzig, 1894
- Moriz Benedikt: Seelenkunde des Menschen als reine Erfahrungswissenschaft, Reisland, Leipzig, 1895
- Moriz Benedikt: Krystallisation und Morphogenesis, Perles, Vienna, 1904
- Moriz Benedikt: Aus meinem Leben: Erinnerungen und Erörterungen, Konegen, Vienna, 1906
- Moriz Benedikt: Biomechanik und Biogenesis, Fischer, Jena, 1912
- Moriz Benedikt: Die latenten (Reichenbach'schen) Emanationen der Chemikalien, Konegen, Vienna, 1915
- Moriz Benedikt: Leitfaden der Rutenlehre (Wünschelrute), Urban & Schwarzenberg, Vienna, 1916
- Moriz Benedikt: Ruten- und Pendellehre, Hartleben, Vienna, 1917